# Châteauneuf (Côte-d’Or)
Châteauneuf – miejscowość i gmina we Francji, w regionie Burgundia-Franche-Comté, w departamencie Côte-d’Or.
Według danych na rok 1990 gminę zamieszkiwały 63 osoby, a gęstość zaludnienia wynosiła 6 osób/km² (wśród 2044 gmin Burgundii Châteauneuf plasuje się na 847. miejscu pod względem liczby ludności, natomiast pod względem powierzchni na miejscu 898.).